# Riccardo Palmieri (atleta)
Riccardo Palmieri (Fermo, 19 giugno 1985) è un ex multiplista italiano, che ha rappresentato l'Italia nella Coppa Europa di specialità ad Hengelo 2010.

## Biografia
Il suo primo allenatore all’Atletica Sangiorgese Tecnolift “Renato Rocchetti” di Porto San Giorgio è stato Robertais Del Moro.
Alla Sport Atletica Fermo dell’omonima città è stato seguito da Sergio Catasta.
Durante l’andata sportiva 2004 si è laureato vicecampione italiano juniores nelle prove multiple sia indoor (eptathlon col primato personale) il 15 febbraio a Napoli che all’aperto (decathlon) il 1º giugno a Biella.
Il 13 febbraio 2005 ad Ancona vince il titolo italiano promesse indoor di eptathlon col primato personale e si laurea anche vicecampione assoluto.
Nel corso del 2006 è stato vicecampione nazionale promesse nelle prove multiple sia indoor (eptathlon col primato stagionale) il 29 gennaio a Napoli che all’aperto (decathlon col primato personale) il 4 giugno a Firenze.
Agli assoluti di Cagliari il 19 luglio del 2008 ha vinto la medaglia di bronzo nel decathlon col nuovo primato personale.
Il 21 giugno 2009 a Grosseto stabilisce il nuovo record personale nel decathlon con 7.190 punti.
Il 31 gennaio 2010 si è laureato campione italiano assoluto indoor nell’eptathlon ad Ancona col nuovo primato personale di 5.402 punti.
Nella due giorni dell’8-9 di maggio ha preso parte a Desenzano del Garda alla XXIII edizione del Meeting internazionale di prove multiple Multistars: dopo aver portato a termine tutte e cinque le prove della prima giornata, nella seconda non ha messo una misura valida nel lancio del disco e poi non è partito nella prova conclusiva dei 1500 metri.
Il 14 giugno è stato convocato dal direttore tecnico della FIDAL Francesco Uguagliati per rappresentare l’Italia nella First League della Coppa Europa di prove multiple ad Hengelo nei Paesi Bassi.
Il 27 giugno nella Coppa Europa di specialità, al suo esordio con la Nazionale seniores, non conclude le cosiddette “dieci fatiche” del decathlon, completandone soltanto nove (l’ultima prova sarebbe stata quella dei 1500 metri).

## Record personali

### Prestazioni nelle prove delle gare dei records
Dettagli del record
nel decathlon
| Prova                  | Prestazione (Punti) |
| ---------------------- | ------------------- |
| 100 metri              | 11”42 (769 p.)      |
| Salto in lungo         | 7,21 m (864 p.)     |
| Getto del peso         | 10,64 m (524 p.)    |
| Salto in alto          | 1,88 m (696 p.)     |
| 400 metri              | 51”31 (755 p.)      |
| 110 metri ostacoli     | 14”98 (852 p.)      |
| Lancio del disco       | 39,90 m (663 p.)    |
| Salto con l'asta       | 4,60 m (790 p.)     |
| Lancio del giavellotto | 45,02 m (515 p.)    |
| 1500 metri             | 4’27”34 (762 p.)    |
| Punteggio totale       | 7.190 p.            |

Dettagli del record
nell’eptathlon indoor
| Prova             | Prestazione (Punti) |
| ----------------- | ------------------- |
| 60 metri          | 7”18 (819 p.)       |
| Getto del peso    | 11,22 m (559 p.)    |
| 60 metri ostacoli | 8”27 (915 p.)       |
| 1000 metri        | 2’47”98 (787 p.)    |
| Salto in alto     | 1,88 m (696 p.)     |
| Salto con l'asta  | 4,90 m (880 p.)     |
| Salto in lungo    | 6,71 m (746 p.)     |
| Punteggio totale  | 5.402 p.            |

## Progressione

### Decathlon
| Stagione | Punteggio | Luogo    | Data      | Rank. Mond. |
| -------- | --------- | -------- | --------- | ----------- |
| 2010     | 7.102 p.  | Cercola  | 30-5-2010 | -           |
| 2009     | 7.190 p.  | Grosseto | 21-6-2009 | -           |
| 2008     | 6.902 p.  | Cagliari | 19-7-2008 | -           |
| 2007     | 6.592 p.  | Fermo    | 6-5-2007  | -           |
| 2006     | 6.650 p.  | Firenze  | 4-6-2006  | -           |
| 2005     | 6.371 p.  | Macerata | 1-5-2005  | -           |
| 2004     | 6.126 p.  | Macerata | 25-4-2004 | -           |
| 2003     | 5.669 p.  | Macerata | 1-6-2003  | -           |

### Eptathlon indoor
| Stagione | Punteggio | Luogo  | Data      | Rank. Mond. |
| -------- | --------- | ------ | --------- | ----------- |
| 2010     | 5.402 p.  | Ancona | 31-1-2010 | -           |
| 2006     | 4.842 p.  | Napoli | 29-1-2006 | -           |
| 2005     | 5.188 p.  | Ancona | 13-2-2005 | -           |
| 2004     | 4.471 p.  | Napoli | 15-2-2004 | -           |

## Campionati nazionali
- 1 volta campione assoluto indoor nell’eptathlon (2010)
- 1 volta campione promesse indoor nell’eptathlon (2005)

2003
- 5º ai Campionati italiani juniores e promesse di prove multiple, (Campi Bisenzio), Decathlon - 5.669 p.[2]

2004
- 13º ai Campionati italiani di prove multiple indoor, (Napoli), Eptathlon - 4.471 p. (assoluti) [2]
- Argento ai Campionati italiani di prove multiple indoor, (Napoli), Eptathlon - 4.471 p. (juniores)[5]
- Argento ai Campionati italiani juniores e promesse di prove multiple, (Biella), Decathlon - 5.917 p.[2]

2005
- 8º ai Campionati italiani allievi-juniores-promesse indoor, (Genova), Salto con l’asta - 3,90 m[6]
- Argento ai Campionati italiani di prove multiple indoor, (Ancona), Eptathlon - 5.188 p. (assoluti) [7]
- Oro ai Campionati italiani di prove multiple indoor, (Ancona), Eptathlon - 5.188 p. (promesse)[2]

2006
- 5º ai Campionati italiani di prove multiple indoor, (Napoli), Eptathlon - 4.842 p. (assoluti) [8]
- Argento ai Campionati italiani di prove multiple indoor, (Napoli), Eptathlon - 4.842 p. (promesse)[9]
- 9º ai Campionati italiani allievi-juniores-promesse indoor, (Ancona), Salto in lungo - 6,70 m[10]
- 6º ai Campionati italiani di prove multiple, (Firenze), Decathlon - 6.650 p. (assoluti) [11]
- Argento ai Campionati italiani di prove multiple, (Firenze), Decathlon - 6.650 p. (promesse)[12]
- 6º ai Campionati italiani juniores e promesse, (Rieti), 110 m hs - 15”28[13]
- 18º ai Campionati italiani juniores e promesse, (Rieti), Salto in lungo - 6,42 m[14]

2007
- In finale ai Campionati italiani allievi-juniores-promesse indoor, (Genova), 60 m hs - dns[15]
- 10º ai Campionati italiani allievi-juniores-promesse indoor, (Genova), Salto in lungo - 6,54 m[16]
- In finale ai Campionati italiani assoluti di prove multiple, (Rieti), Decathlon - dnf[17][18]

2008
- Bronzo ai Campionati italiani assoluti di prove multiple, (Cagliari), Decathlon - 6.902 p. [19]

2009
- 5º ai Campionati italiani assoluti di prove multiple, (Milano), Decathlon - 6.844 p.[20]

2010
- Oro ai Campionati italiani di prove multiple indoor, (Ancona), Eptathlon - 5.402 p. [21]
- In batteria ai Campionati italiani assoluti indoor, (Ancona), 60 m hs - 8”53[22]
- 10º ai Campionati italiani assoluti indoor, (Ancona), Salto con l’asta - 4,70 m[23]

## Altre competizioni internazionali
2010
- 26º al XXIII Meeting internazionale di prove multiple MultiStars, ( Desenzano del Garda), Decathlon - dnf[3]
- 28º nella First League della Coppa Europa di prove multiple, ( Hengelo), Decathlon - dnf[24]